# Днепрорудненский городской совет
Днепрорудненский городской совет (укр. Дніпрорудненська міська рада) — входит в состав
Васильевского района
Запорожской области
Украины.
Административный центр городского совета находится в 
г. Днепрорудное.

## Населённые пункты совета
- г. Днепрорудное